# Pečine
Pečine – wieś w Słowenii, w gminie Tolmin. W 2018 roku liczyła 149 mieszkańców.